# Hans-Peter Conzett
Hans-Peter Conzett (* um 1940) ist ein Schweizer Badmintonspieler. 

## Karriere
Hans-Peter Conzett wurde 1962 erstmals nationaler Meister in der Schweiz. Ein weiterer Titelgewinn folgte 1965. 1961 und 1964 gewann er Silber bei den nationalen Titelkämpfen.

## Sportliche Erfolge
| Saison | Veranstaltung                   | Disziplin    | Platz | Name                                 |
| ------ | ------------------------------- | ------------ | ----- | ------------------------------------ |
| 1962   | Schweizer Einzelmeisterschaften | Mixed        | 1     | Hans-Peter Conzett / Dora Hörnlimann |
| 1965   | Schweizer Einzelmeisterschaften | Herrendoppel | 1     | Albert Bodmer / Hans-Peter Conzett   |